# Thesinge
Thesinge (en groninguès: Taisen) és un poble que pertany al municipi de Ten Boer a la província de Groningen, al nord dels Països Baixos.
Thesinge fou fundat al segle xii a la terra del monestir benedictí Germania, que va ser demolit després de la Reforma Protestant. El monestir va ser consagrat a Felicitas de Roma. L'església de monestir Thesinge és un vestigi del monestir. El molí Germania al poble és anomenat per l'antic monestir.